# Ваверн (Айфель)
Ваверн (нем. Wawern) — община в Германии, в земле Рейнланд-Пфальц.
Входит в состав района Айфель-Битбург-Прюм. Подчиняется управлению Прюм. Население составляет 304 человека (на 31 декабря 2010 года). Занимает площадь 7,64 км².